# Le Nain jaune (journal)
Pour les articles homonymes, voir Le Nain jaune.
Le Nain jaune sert de titre à plusieurs journaux politiques ou satiriques en France comme en Angleterre, dont le premier est le journal libéral de Cauchois Lemaire en 1814. Aurélien Scholl tenta de le ressusciter en 1863 en faisant davantage un journal littéraire.

## Le Nain jaunede Cauchois-Lemaire (1814-1815)
Le Nain jaune, ou Journal des arts, des sciences et de la littérature, est un journal satirique paru du 15 décembre 1814 au 15 juillet 1815.
Ses rédacteurs, Cauchois-Lemaire, Étienne, Étienne de Jouy, Harel, Merle, Dirat s'en prenaient aux tenants de l’Ancien Régime en les désignant sous le terme de Chevaliers de l'Éteignoir. Sous les Cent-Jours, le journal soutient Napoléon et se moque des revirements de carrières en inventant l'Ordre des Girouettes.
Le Nain jaune est supprimé sous la seconde Restauration. Cauchois-Lemaire publie Fantaisies politiques pour protester contre cette suppression arbitraire, puis ressuscite en septembre 1815 Le Journal des arts, lui aussi supprimé au bout de quelques semaines. Il s'exile alors en Belgique et rédige Le Nain jaune réfugié en 1816. Ouvertement dirigé contre Louis XVIII et Decazes, il doit lui aussi s'interrompre à la fin de l'année.
Au Nain jaune succède Le Nain tricolore en 1816 à Paris. Ses auteurs et éditeurs, Émile Babeuf, Pierre Joseph Spiridon Duféy de l'Yonne, Laurent Beaupré et Georges Zenowietz sont condamnés à la déportation en 1816,.

## Le Nain jauned'Aurélien Scholl (1863-1876)
Ce journal s'inscrit dans la lignée satirique du précédent mais le nouveau format se veut plus un journal littéraire qu'un journal politique, il se positionne comme un concurrent du Figaro. Aurélien Scholl, qui y contribue sous le pseudonyme de Balthazar, s'entoure pour sa création de Charles Monselet, Lambert-Thiboust, Théodore de Banville, Henri Rochefort, Francisque Sarcey, Victor Cochinat, Théodore de Langeac.
Barbey d'Aurevilly y contribue de 1863 à 1865, puis de 1867 à 1869 . Il y publie Le Chevalier Des Touches (1864), Les quarante médaillons de l'Académie (1864, sous le pseudonyme d'Old Noll) et Les Trente-sept Médaillonnets du Parnasse contemporain (1866). C'est aussi dans ce journal qu'il publie la plupart de ses critiques littéraires y éreintant les grands noms du moment : Victor Hugo, Émile Zola…
Le premier numéro paraît le 16 mai 1863. Le journal subit de nombreuses vicissitudes et change de directeur plusieurs fois : Aurélien Scholl, Théophile Silvestre (qui le mène à la faillite) et Ulysse Pic (1864), Aurélien Scholl (de nouveau), Castagnary et Gregory Ganesco (1866-1869), Gabriel Hugelmann… Il paraît avec quelques éclipses, au moins jusqu'en 1876.